# Drečji Vrh
Drečji Vrh je naselje v Občini Mokronog - Trebelno.